# Art Taylor
Art Taylor (6. dubna 1929 New York – 6. února 1995 tamtéž) byl americký jazzový bubeník. Jako teenager hrál v kapele se svými vrstevníky Sonnym Rollinsem, Jackiem McLeanem a Kennym Drewem. V roce 1948 doprovázel trumpetistu Howarda McGhee a později hrál s Colemanem Hawkinsem (1950–1951), Buddym DeFrancem (1952), Budem Powellem (1953), Georgem Wallingtonem a Artem Farmerem (1954), Gigi Grycem a Donaldem Byrdem (1956). Následně založil svou vlastní skupinu a začal vydávat alba pod svým jménem. Během své kariéry spolupracoval s řadou dalších hudebníků, mezi které patří Miles Davis, Red Garland, John Coltrane a Gene Ammons.